# Fan Hui
Fan Hui (樊麾S, Fán HuīP; 27 dicembre 1981) è un goista francese nato in Cina.

## Biografia
Fan ha iniziato a giocare a go all'età di 7 anni, ed è diventato professionista nel 1996 per la federazione cinese; si è poi trasferito in Francia nel 2000, iniziando a partecipare ai tornei europei, vincendo ripetutamente quelli di Parigi e Amsterdam. Nel 2005 è diventato l'allenatore della nazionale francese di Go.
Nel 2013 è diventato Campione europeo con un punteggio perfetto, vincendo dieci partite su dieci, e si è poi ripetuto nel 2014 e nel 2015.
Nel 2016 ha partecipato e vinto la prima edizione del Campionato europeo per professionisti, che in quella edizione era aperto anche ai professionisti con passaporto europeo ma patentino di una federazione differente da quella europea, vincendo tutte le partite.

## AlphaGo contro Fan Hui
Nell'ottobre del 2015, Fan è stato sconfitto 5–0 dal programma AlphaGo di Google DeepMind: si è trattato della prima volta che un programma per computer è stato in grado di sconfiggere un giocatore professionista senza handicap. Fan ha descritto il programma come "molto forte e stabile, sembra un muro. [...] So che AlphaGo è un computer, ma se nessuno me lo dicesse, forse penserei che fosse un giocatore un po' strano, ma molto forte, una persona reale".
Dopo la sua sconfitta, Fan Hui è stato assunto come consulente dal team AlphaGo e ha fornito un "controllo di integrità" sulla teoria di Go. Ha servito come giudice per la partita AlphaGo contro Lee Se-dol e l'ha osservata di persona. In seguito ha aiutato a compilare i commenti sulle partite sul sito web di AlphaGo.
Fan è uno degli autori dell'articolo di DeepMind su AlphaGo Zero pubblicato sulla rivista Nature il 19 ottobre 2017.